# Ribeyret
Ribeyret – miejscowość i gmina we Francji, w regionie Prowansja-Alpy-Lazurowe Wybrzeże, w departamencie Alpy Wysokie.

## Demografia
Według danych na rok 1990 gminę zamieszkiwało 125 osób, a gęstość zaludnienia wynosiła 7 osób/km². W styczniu 2015 r. Ribeyret zamieszkiwało 106 osób, przy gęstości zaludnienia wynoszącej 5,9 osób/km².